# Wapen van Moldavië

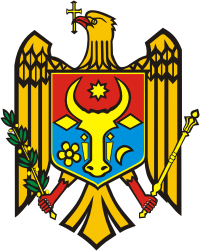
Wapen van Moldavië

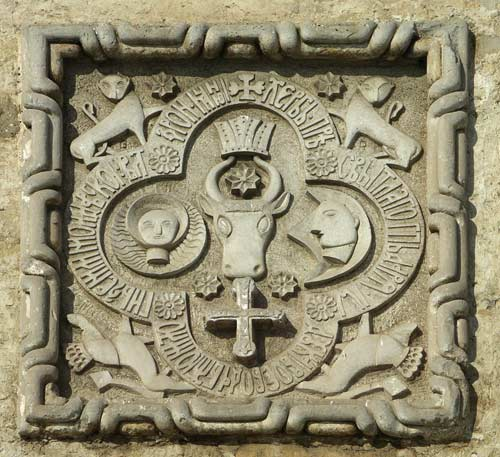
Wapen van het prinsdom Moldavië, op het Cetățuia-klooster in Iași

Het wapen van Moldavië bestaat uit een gestileerde adelaar die een kruis in zijn snavel houdt en een scepter en tak in zijn klauwen. Het wapen is gebaseerd op het wapen van Roemenië.
De borst van de adelaar wordt beschermd door een schild met traditionele symbolen van Moldavië: een ossenkop met een zon tussen de horens, twee ruiten, een afbeelding van een halve maan en een bloem. Alles in het schild is in de nationale kleuren rood, geel en blauw.
Het Moldavische wapen staat ook in het midden van de vlag van Moldavië.